# Jarzyce
Jarzyce – osada w Polsce położona na Równinie Białogardzkiej, w województwie zachodniopomorskim, w powiecie koszalińskim, w gminie Świeszyno. Wieś wchodzi w skład sołectwa Dunowo.
Według danych z końca grudnia 1999 r. osada miała 48 mieszkańców.
W latach 1975–1998 miejscowość administracyjnie należała do województwa koszalińskiego.
W osadzie znajduje się kościół z przełomu XIII i XIV wieku, posiada przysadzistą wieżę o szerokości nawy ze smukłym hełmem iglicznym. Od południa do nawy przylega okazała dwukondygnacyjna zakrystia.